# Desmodium flexuosum
Desmodium flexuosum är en ärtväxtart som beskrevs av George Bentham. Desmodium flexuosum ingår i släktet Desmodium och familjen ärtväxter. Inga underarter finns listade i Catalogue of Life.